# Synallagma
Synallagma (von griechisch συνάλλαγμα „Tausch, Handel“) ist ein Begriff des deutschen Schuldrechts und bedeutet gegenseitiger Vertrag. Bezeichnet wird damit das Gegenseitigkeits- oder Austauschverhältnis zweier Leistungen beim Vertrag. Der eine Teil leistet, damit er die Gegenleistung (das Entgelt) bekommt und umgekehrt. Dies ist das Prinzip des do ut des (lateinisch: „Ich gebe, damit du gibst“).

## Anwendungsbereich des Synallagmas
Hauptanwendungsgebiet sind die gegenseitigen entgeltlichen Verträge. Dazu gehören immer der Kaufvertrag gemäß § 433 BGB, der Tausch gemäß § 480 BGB, der Mietvertrag gemäß § 535 BGB, die Pacht gemäß § 581 BGB sowie der Dienst- (Arbeits-) und der Werkvertrag gemäß § 611 BGB sowie § 631 BGB. In diesem Sinne beruht das synallagmatische Leistungsverhältnis des Kaufvertrages darauf, dass der Verkäufer die Übergabe und Übereignung der Kaufsache verspricht, während der Käufer die Kaufpreiszahlung verspricht (die Abnahme ist in der Regel nicht Teil des Synallagmas.) Bei entsprechendem Parteiwillen können Gegenseitigkeitsverhältnisse zudem bei der entgeltlichen Bürgschaft gemäß § 765 BGB beziehungsweise verzinslichen Darlehen gemäß § 488 Absatz 3 BGB begründet werden. Auch untypische, weil gesetzlich nicht explizit geregelte, Verträge können gegenseitig sein, so die Geschäftstypen Leasing, Factoring und Franchising, letztlich auch der entgeltliche Garantievertrag.
Den Gegensatz bilden die zweiseitigen unentgeltlichen Verträge, bei denen ebenfalls beide Partner zu Leistungen verpflichtet werden, die aber nicht im Gegenseitigkeitsverhältnis stehen. Ein Beispiel ist die Leihe gemäß der §§ 598 ff. BGB, bei der der Verleiher dem Entleiher unentgeltlich den Gebrauch der Sache gewährt. Letzterer ist zur späteren Rückgabe verpflichtet. Hierunter fallen auch unverzinsliche Darlehen, wie Gefälligkeitsdarlehen unter Freunden und Bekannten. Zwar entgeltlich, gleichwohl nicht synallagmatisch geprägt, ist die gesetzliche Ausgestaltung des Maklervertrages gemäß § 652 BGB, denn der Makler selbst schuldet nichts. Hierzu greifen allerdings regelmäßig entgegenlautende AGB.

## Wirkungen des Synallagmas
Üblicherweise wird zwischen dem genetischen Synallagma und dem funktionellen Synallagma unterschieden.
Das genetische Synallagma besagt, dass die gegenseitigen Pflichten in ihrem Entstehungstatbestand voneinander abhängen, was bedeutet: entsteht die eine nicht, entsteht auch die andere nicht. Es ist nicht auf gegenseitige Verträge beschränkt, was sich aus den Nichtigkeitsregeln der § 306 BGB  oder § 105 BGB oder für Minderjährige aus § 108 BGB ablesen lässt. Der Regelung eines genetischen Synallagmas bedarf es folglich nicht.
Das funktionelle Synallagma besagt, dass gegenseitige Pflichten neben der Entstehung auch in Durchsetzung und Fortbestand (Erfüllen der Leistungspflicht gegen Erfüllen der Gegenleistungspflicht) voneinander abhängig sind. Hierauf wiederum sind die Regeln der §§ 320 bis 322 BGB anwendbar, wobei die umfassten Leistungspflichten stets die als Hauptleistungspflichten bezeichneten zentralen Pflichten der Parteien sind.
Die §§ 320 ff. BGB gehen hinsichtlich der „Durchsetzung“ der gegenseitigen Pflichten über das ansonsten anwendbare Zurückbehaltungsrecht des § 273 BGB bei Leistungsstörungen hinaus. Die Einrede des nicht erfüllten Vertrages kann nicht wie in § 273 BGB durch Sicherheitsleistung abgewendet werden, schließlich soll ja die Gegenleistung erzwingbar bleiben. Das gilt auch für Teilleistungen (§ 320 Absatz 2 BGB) und Leistungen an mehrere Gläubiger (§ 320 Absatz 1 Satz 2 BGB). Zu hinterfragen ist in Abgrenzung zu § 273 BGB auch, ob der durch die Einrede des nicht erfüllten Vertrags geschützte Schuldner in Verzug geraten kann. Die Frage beantwortet das Schrifttum positiv in den Fällen, in denen selbiger es versäumt, die Einrede geltend zu machen. Relevanz hat das für die Verpflichtung des Schuldners, Verzugszinsen zu bezahlen, obwohl bisher keine der Leistungen erbracht ist. Beispiel: Verkäufer und Käufer haben einen bislang unerfüllten Kaufvertrag geschlossen. Nun mahnt der Verkäufer die Zahlung an, obwohl er selbst die Sache noch gar nicht geliefert hat. Ihm stehen im Ergebnis Verzugszinsen im Verfahren zu, vorausgesetzt, er ist leistungsbereit.
Zu den bestehenden Sonderregelungen der Leistungsstörungen der § 320 ff. BGB zählt zudem der Grundsatz „Ohne Leistung keine Gegenleistung“ (§ 326 Abs. 1. Satz 1 BGB). Die Regel ist freilich durchbrochen, wenn die Preisgefahr übergegangen ist. Rechte aus dieser Vorschrift soll ziehen dürfen, wer sich selbst vertragstreu verhält. Nach dieser Rechtsprechung des BGH beendet nicht schon die Erhebung der Einrede den Verzug, sondern das Angebot der Leistung Zug um Zug.

## Synallagma und Rückabwicklung
Der Gedanke des funktionellen Synallagmas findet sich auch im Stadium der Rückabwicklung nichtiger Verträge wieder. Solche unterliegen bereicherungsrechtlich der Pflicht zur Leistungsrückgewähr und können im Falle der geltend gemachten Einrede der Entreicherung im Sinne des § 818 Abs. 3 BGB (siehe hierzu den Widerstreit zwischen (eingeschränkter) Zwei-Kondiktionen- und Saldotheorie) bereits zu unausgewogenen und – deshalb korrekturbedürftigen – Ergebnissen führen. Die Saldierung (so der BGH), genauso aber die dem Leitbild des Rücktrittsrechts (vergleiche § 346 Abs. 3 Nr. 3 BGB) verpflichtete Zwei-Kondiktionen-Lehre, die eine Abwicklung Zug um Zug bevorzugt, berücksichtigen die Struktur des Synallagmas in der Rückabwicklung gleichermaßen.

## Bilanzrechtliches Synallagma
Das bilanzrechtliche Synallagma gibt den Kompensationsbereich bei der Bildung einer Rückstellung für drohende Verluste aus schwebenden Geschäften nach § 249 HGB an.